# Free Bird
Free Bird (indicato alle volte anche come Freebird) è un brano musicale del gruppo southern rock Lynyrd Skynyrd, contenuto nell'album (Pronounced 'Lĕh-'nérd 'Skin-'nérd), pubblicato nel 1973 su etichetta MCA Records.
La canzone è stata inclusa nella classifica "500 Songs that Shaped Rock and Roll" della Rock and Roll Hall of Fame, e alla posizione numero 193 nella lista delle 500 migliori canzoni di sempre redatta dalla rivista Rolling Stone. Nel 2009, è stata nominata la ventiseiesima migliore canzone hard rock di tutti i tempi da VH1.

## Descrizione
Il brano, dalla durata di circa 9 minuti, è caratterizzato dai versi in slide e da uno dei più lunghi assoli nella storia del rock. Scritto da Ronnie Van Zant e da Allen Collins, rispettivamente frontman del gruppo e chitarrista, il pezzo è uno dei più famosi del rock. È dedicato alla scomparsa di Duane Allman, chitarrista della The Allman Brothers Band al quale i chitarristi dei Lynyrd Skynyrd, primo fra tutti Gary Rossington, si ispirarono in numerose occasioni.
Nelle esibizioni dal vivo, il brano si caratterizza per l'inconfondibile sound delle tre chitarre e per la durata, che spesso durante gli spettacoli può superare i 14 minuti.
La canzone è suddivisa sostanzialmente in due parti. La prima, della durata di circa 5 minuti è lenta, cantata e (originariamente) accompagnata dal pianoforte. La seconda, di circa 4 minuti, è conosciuta per essere una lunga cavalcata chitarristica.
Il brano è diventato un classico cliché del rock, ovvero viene spesso richiesta come "bis" al termine della scaletta di un concerto. Nello specifico, è diventata consuetudine che gli spettatori richiedano a gran voce Free Bird a dispetto dell'artista o del genere musicale dello stesso. Il fenomeno iniziò negli anni settanta con Whipping Post dei The Allman Brothers Band, che veniva richiesta dal pubblico in maniera simile. Un episodio relativo a questa scherzosa tradizione accadde anche durante il celebre concerto acustico dei Nirvana a MTV Unplugged dove uno spettatore urlò: «Free Bird!» in risposta alla domanda di Kurt Cobain su quale pezzo il pubblico volesse che il gruppo suonasse. La band rispose ironicamente accennando Sweet Home Alabama, un altro famoso brano dei Lynyrd Skynyrd.

### Origine e storia
Secondo quanto affermato dal chitarrista Gary Rossington, per due anni dopo che Allen Collins scrisse gli accordi del pezzo, il cantante Ronnie Van Zant insistette sul fatto che era impossibile per lui creare una melodia che si accordasse agli stessi in quanto c'erano troppi cambi di accordi nella canzone. Quando però Collins un giorno suonò la sequenza degli accordi in studio, Van Zant gli chiese di ripeterli, e poi scrisse di getto la melodia e il testo in appena tre o quattro minuti. L'assolo di chitarra posto in conclusione del brano fu aggiunto per dare un po' di riposo a Van Zant durante i concerti, dato che la band suonava dal vivo molto spesso all'epoca. Poco tempo dopo, il pianista e roadie della band Billy Powell scrisse un'introduzione al pezzo; dopo averla ascoltata, il gruppo decise di includerla nella canzone come tocco finale e chiesero a Powell di unirsi a loro in veste di tastierista.
La ragazza di Allen Collins, Kathy, sua futura moglie, un giorno gli aveva detto: «If I leave here tomorrow, would you still remember me?» ("Se ti lasciassi domani, ti ricorderesti ancora di me?"). Collins prese nota della domanda che divenne quindi la strofa iniziale di Free Bird.

## Formazione
(Studio version) – 1973
- Ronnie Van Zant – voce
- Allen Collins – chitarra elettrica, chitarra acustica
- Gary Rossington – chitarra ritmica, chitarra slide
- Ed King – basso
- Billy Powell – pianoforte
- Bob Burns – batteria
- "Roosevelt Gook" (Produttore Al Kooper) – organo, mellotron
- Steve Gaines: aggiunte di chitarra ritmica ed elettrica

## Riferimenti in altri media
- La canzone ha ampliato la sua fama grazie ai numerosi film che l'hanno adottata come colonna sonora e, recentemente, grazie al videogioco GTA: San Andreas ed ai videogiochi musicali Guitar Hero II (dove è ritenuta la canzone più ambita e difficile dal giocatore) e Guitar Hero: Greatest Hits. La canzone è anche presente nella tracklist del videogioco musicale Rock Band 3.
- La canzone è presente nell'episodio Two Balls, Two Strike del telefilm My Name is Earl.
- La canzone è presente anche nella sequenza finale del film La casa del diavolo (The Devil's Rejects) diretto da Rob Zombie quando i tre personaggi, Otis, Baby e Spaulding si lanciano con l'auto contro gli agenti di polizia in un ultimo epico scontro a fuoco.
- La canzone è presente nel film Elizabethtown di Cameron Crowe.
- La canzone fa parte della colonna sonora del film Forrest Gump.
- La canzone è presente in alcune serie TV come Gossip Girl e Californication, dove viene suonata in Guitar Hero.
- La canzone è in versione a cappella presente nel film Duets interpretata da Andre Braugher.
- Negli anni ottanta Free Bird venne utilizzata come musica d'entrata dai Fabulous Freebirds, celebre tag team di wrestling.
- La canzone è presente nel film Kingsman - Secret Service del 2014, regia di Matthew Vaughn, durante il massacro ambientato in una chiesa.
- La canzone è presente nell'episodio 6 della stagione 16 de I Griffin.
- La canzone appare nel film di Netflix America - il film